# سنگی‌برج
سنگی‌بُرج (نام علمی: Turrilites) نام یک سرده از خانواده سنگی‌برجان است.